# Pfälzisch-Rheinische Familienkunde
Der Pfälzisch-Rheinische Familienkunde e.V. hat rund 750 Mitglieder im In- und Ausland und zählt zu den größeren genealogischen Vereinigungen in Deutschland. Er ist Mitglied in der Deutschen Arbeitsgemeinschaft genealogischer Verbände e.V. (DAGV).
Der Ursprung der pfälzischen Familienforschung geht auf das Jahr 1925 zurück. Nach dem Zweiten Weltkrieg gab es einen Neuanfang mit dem Vereinsnamen „Arbeitsgemeinschaft für Pfälzische Familien- und Wappenkunde“ (1952–1972). Seit 1959 ist er ein eingetragener Verein mit Sitz in Ludwigshafen am Rhein. Danach wurde er als „Arbeitsgemeinschaft für Pfälzisch-Rheinische Familienkunde e.V.“ (1972–1995) eingetragen.

## Vereinswappen und Vereinsnamen
Das Wappen setzt sich zusammen aus:
- Mainzer Rad,
- Pfälzer Löwe und den
- bayerischen Rauten

Damit soll das Betreuungsgebiet Rheinhessen-Pfalz symbolisiert werden.
Wegen des Betreuungsgebietes wurde eine Änderung des Vereinsnamens in „Pfälzisch-Rheinhessische Familienkunde“ am 30. April 2011 beantragt, jedoch mehrheitlich am 22. April 2012 in der Jahreshauptversammlung in Erlenbach bei Kandel abgelehnt.

## Vereinstätigkeit, inhaltlich und regional
Die Vereinstätigkeit dient der Pflege und Förderung von Familien- und Wappenkunde im pfälzischen und rheinhessischen Raum. Der Verein fördert die Veröffentlichung von Forschungsergebnissen aus den von ihm vertretenen Sachgebieten. Innerhalb der historischen Hilfswissenschaften ist der Schwerpunkt die Genealogie mit Personen-, Familien- und Wanderungsgeschichte. Anfänglich beschäftigte man sich auch mit der Heraldik. Mit diesen Tätigkeitsschwerpunkten bearbeitet man regional das Gebiet von Rheinhessen-Pfalz, in der ehemaligen Kurpfalz, den Gebieten des Bistums Worms und des Bistums Speyer.
Regelmäßige Treffen gibt es bei den Bezirksgruppen in Kaiserslautern, Kandel, Kusel, Landau, Ludwigshafen, Neustadt a.d.W., Pirmasens, Rockenhausen, Schifferstadt, Worms und Zweibrücken.
Eine jährliche Hauptversammlung und eine Fortbildungsveranstaltung unterstützen die allgemeine Vereinstätigkeit mit aktuellen Themen auch nach außen hin.

## Bibliothek und Archiv
Der Verein unterhält im Gebäude des Stadtarchivs in Ludwigshafen eine Bibliothek.
- Der Bestand an Büchern und Ordnern beträgt fast 10.000 Stück.
- Die Pfälzische (und Rheinhessische) Familiennamenkartei umfasst ca. 1 Million Namen.
- Einige umfangreiche Forschungsarbeiten wurden dem Verein vermacht und stehen zur Verfügung.

## Veröffentlichungen
Der Verein gibt die Zeitschrift Pfälzisch-Rheinische Familienkunde heraus (anfänglich Pfälzische Familien- und Wappenkunde, seit 1952), daneben zwei nichtperiodische Schriftenreihen Beihefte der Pfälzisch-Rheinischen Familienkunde (seit 1960) und Schriften zur Bevölkerungsgeschichte der pfälzischen Lande (seit 1956). Das Institut für pfälzische Geschichte und Volkskunde in Kaiserslautern unterstützt die Veröffentlichungen mit Beiträgen zur Wanderungsbewegung der Pfälzer.